# Национален прогресивен фронт (Сирия)
Национален прогресивен фронт (на арабски: الجبهة الوطنية التقدمية) е политическа коалиция в Сирия, основана през 1972 година. Тя представлява коалиция между десет оторизирани от правителството политически партии. Обединява седем политически формации. Ръководена е от арабската социалистическа партия „Баас“. На парламентарните избори в Сирия през 2012 година коалицията печели 169 депутатски места от общо 250.

## Политически формации
Седемте политически формации, част от коалицията са:
- Арабска социалистическа партия „Баас“
- Сирийска комунистическа партия
- Арабска социалистическа юнионистка партия
- Движение на арабските социалисти
- Арабски социалистически съюз
- Сирийска арабска социалистическа партия
- Социалдемократическа юнионистка партия